# Arianizzazione

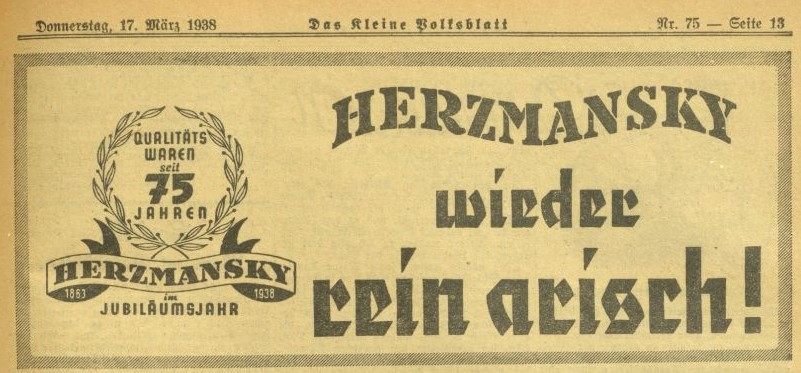
"Herzmansky è di nuovo puramente ariano!" - Il magazzino di Herzmansky di Vienna fu confiscato dopo l'Anschluss

Arianizzazione (in tedesco: Arisierung) fu il termine nazista usato per definire il sequestro delle proprietà degli ebrei e il suo trasferimento ai non ebrei e l'espulsione forzata degli ebrei dalla vita economica nella Germania nazista, negli stati allineati all'Asse e nei territori occupati: questo processo comportò il trasferimento delle proprietà ebraiche in mani "ariane" o non ebree. Il processo iniziò nel 1933 nella Germania nazista con i trasferimenti delle proprietà ebraiche e si concluse con l'Olocausto. Furono identificate due fasi: una prima fase in cui il furto alle vittime venne nascosto sotto una maschera di legalità, e una seconda fase, in cui le proprietà vennero confiscate più apertamente. In entrambi i casi, l'arianizzazione corrispondeva alla politica nazista e fu definita, supportata e imposta dalla burocrazia legale e finanziaria tedesca.
"Arianizzazione" è, secondo Kreutzmüller e Zaltin in Dispossession:Plundering German Jewry, 1933-1953, "uno slogan nazista che è stato usato per camuffare il furto e le sue conseguenze politiche".
Michael Bazyler scrive che "l'Olocausto è stato sia il più grande omicidio che il più grande furto della storia": agli ebrei, in tutta Europa, furono rubati tra $230 e $320 miliardi (in dollari USA, al valore del 2005), con centinaia di migliaia di aziende arianizzate.

## Germania nazista
Prima che Hitler salisse al potere, gli ebrei possedevano 100000 aziende in Germania. Nel 1938, boicottaggi, intimidazioni, vendite forzate e restrizioni alle professioni costrinsero la gran parte degli ebrei ad abbandonare la vita economica in Germania. Secondo Yad Vashem, "dei 50000 negozi di proprietà ebraica che esistevano nel 1933, solo 9000 rimasero nel 1938".

### Esclusione ed espropriazione degli ebrei a partire dal 1933
A partire dal 1933, attraverso il paragrafo ariano e successivamente con le leggi di Norimberga, gli ebrei furono in gran parte esclusi dalla vita pubblica tedesca: furono rimossi dai lavori nel settore pubblico, come il servizio civile e l'insegnamento, e furono introdotte ulteriori restrizioni durante gli anni successivi; i docenti universitari ebrei furono rimossi dai dipartimenti delle università tedesche nelle maggiori città tra cui Amburgo, Berlino, Francoforte sul Meno, Breslavia, Heidelberg, Bonn, Colonia, Würzburg e Jena.
In seguito, un numero sempre crescente fu incarcerato nei campi di concentramento nazisti e infine deportato nell'est dove fu assassinato direttamente nei campi di sterminio o fucilato dalle Einsatzgruppen.
Entro il 1º gennaio 1938, agli ebrei tedeschi fu vietato di continuare le attività commerciali e di offrire beni e servizi. Il 26 aprile 1938, agli ebrei fu ordinato di denunciare tutta la ricchezza superiore a 5000 Reichsmark e il loro accesso ai conti bancari fu limitato. Il 14 giugno 1938, il Ministero dell'Interno ordinò la registrazione di tutte le attività ebraiche. Lo stato fissò il valore delle vendite delle aziende ebraiche a una frazione del loro valore di mercato e utilizzò varie strategie per garantire le vendite solo alle persone desiderate. Tra i maggiori "profittatori dell'arianizzazione" ci furono la IG Farben, la famiglia Flick, e le grandi banche. I proventi delle aziende "arianizzate" furono depositati in conti di risparmio e vennero messi a disposizione dei loro depositanti ebrei solo in quantità limitate, così che, in ultima analisi, l'arianizzazione equivaleva alla confisca quasi senza compenso.
Nell'autunno del 1938, solo 40000 delle ex 100000 attività ebraiche furono ancora nelle mani dei proprietari originari. L'arianizzazione fu completata il 12 novembre 1938 con l'emanazione di un regolamento, il Verordnung zur Ausschaltung der Juden aus dem deutschen Wirtschaftsleben ("Regolamento per l'eliminazione degli ebrei dalla vita economica tedesca"), attraverso il quale le restanti attività furono trasferite a proprietari non ebrei e i proventi prelevati dallo Stato.
Gioielli, azioni, immobili, e altri oggetti di valore dovettero essere venduti: o forzatamente per gli interventi del governo come le improvvise pretese fiscali o per il peso delle circostanze, la proprietà ebraica passò di mano per lo più al di sotto del valore equo di mercato. I dipendenti ebrei furono licenziati e ai lavoratori autonomi fu proibito di lavorare nelle rispettive professioni.

### Dopo la Notte dei Cristalli
Dopo i pogrom della "Notte dei cristalli", la pressione dell'arianizzazione fu aumentata drasticamente. Il 12 novembre 1938, agli ebrei fu proibito di operare come dirigenti d'azienda, costringendo i proprietari ebrei a insediare dei surrogati "ariani" al loro posto. Queste persone, spesso promosse dal partito nazista, prima assumevano l'ufficio e subito dopo di solito l'intera attività. Gli "ariani conformi" (Gefälligkeitsarier) furono minacciati di punizione secondo il regolamento contro la complicità con il camuffamento delle imprese ebraiche (22 aprile 1938).
Poiché gli ebrei erano gravati da pesanti pagamenti come "espiazione" per il danno fatto dalle SA e dalla folla antisemita durante la Notte dei Cristalli, la svendita delle proprietà ebraiche fu solo una questione di tempo. Il 3 dicembre 1938, il valore della proprietà fondiaria ebraica fu congelato al livello più basso e gli oggetti di valore e i gioielli poterono essere venduti solo attraverso gli uffici statali. L'impoverimento della popolazione ebraica causato dall'arianizzazione spesso ostacolò il suo obiettivo, cioè promuovere l'emigrazione attraverso la persecuzione, perché le persone colpite non avevano i mezzi per emigrare. Furono quindi le vittime ideali per la Soluzione Finale.
Molte attività importanti furono vendute e rivendute nel corso del processo, alcune delle quali (come il grande magazzino Hertie) giocarono un ruolo importante durante gli anni del Wirtschaftswunder del dopoguerra nella Germania occidentale. Dopo la guerra, la Repubblica federale di Germania ha pagato un risarcimento per le perdite materiali.

### Cacciata, cancellazione e appropriazione culturale
Il termine arianizzazione è talvolta usato per riferirsi alla cacciata degli scienziati ebrei e delle persone impegnate nel settore culturale e in un contesto di appropriazione culturale, ad esempio nel progetto nazista di fornire opere come Giuda Maccabeo di Händel con un nuovo testo rimosso dall'impostazione dell'Antico Testamento. I titoli delle opere d'arte raffiguranti il popolo ebraico furono cambiati per cancellare il loro legame ebraico, come nel caso del famoso Ritratto di Adele Bloch-Bauer di Klimt cambiato in "La signora in oro".

### Complicità nell'arianizzazione

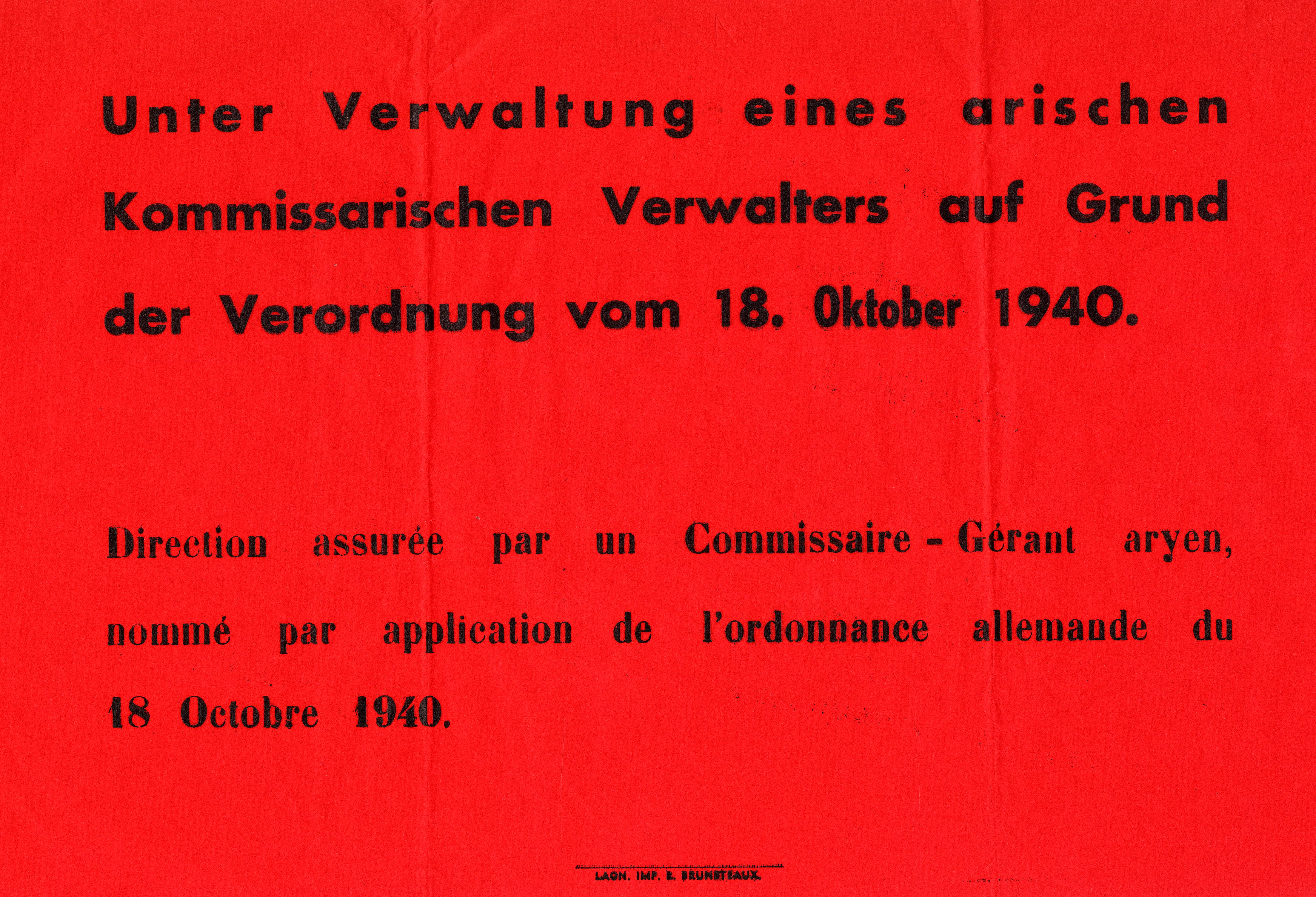
Poster di arianizzazione delle imprese ebraiche, dopo l'ordinanza nazista dell'ottobre 1940

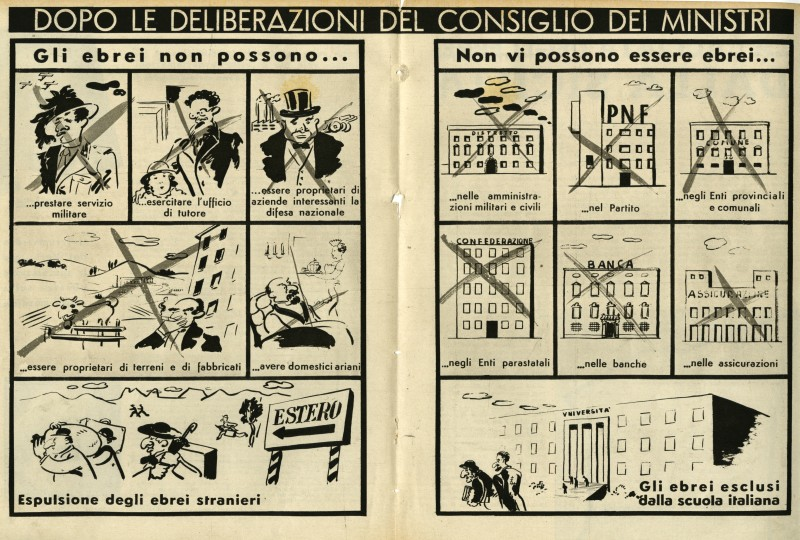
Un fumetto delle "Misure per la difesa della razza italiana"

I responsabili del Landessippenämter pubblico (uffici statali dei costumi), in particolare i pastori protestanti e la Chiesa evangelica luterana, svolsero un ruolo importante nella preparazione dell'arianizzazione. Furono responsabili delle prove ariane, della ricerca sulle famiglie e delle fattorie rurali, dei movimenti migratori e della ricerca biografica e culturale locale. In queste funzioni, furono coinvolti in modo significativo come impiegati e responsabili della propaganda ideologica del regime nazista in generale oltre l'attuazione della politica razziale nazista nello specifico.

## In Europa

### Austria
Dopo che l'Austria fu fusa nel Terzo Reich con l'Anschluss il 12 marzo 1938, le proprietà degli ebrei austriaci furono saccheggiate con migliaia di sequestri attraverso l'arianizzazione. I principali monumenti di proprietà degli ebrei, come il Wiener Riesenrad, che in precedenza era appartenuto a Eduard Steiner, furono arianizzati e i loro proprietari assassinati. Le grandi e piccole imprese, dalle più grandi banche alle più piccole imprese a conduzione familiare, furono sequestrate agli ebrei con il pretesto dell'arianizzazione. L'organizzazione per il saccheggio nazista Vugesta svolse un ruolo chiave nell'eliminazione dei beni degli ebrei saccheggiati.

### Francia
Nella Francia di Vichy, l'arianizzazione fu regolata da una legge dello stato francese del 22 luglio 1941, che seguì l'ordinanza nazista del 18 ottobre 1940 per la zona occupata. Lo storico Henry Rousso calcola un numero pari a 10000 imprese arianizzate. Nel 1942 la Jewish Telegraphc Agency (JTA) riferì che i nazisti sostenevano che 35000 aziende francesi erano già state arianizzate. Dagli anni '90 sono state condotte numerose ricerche sull'argomento e sono state pubblicate diverse monografie.
Grandi e piccole imprese, comprese le gallerie d'arte, furono trasferite ai non ebrei. Tra gli esempi di società arianizzate in Francia spicca la Galeries Lafayette.

### Italia
Nel luglio del 1938 il Manifesto della Razza, dichiarò gli italiani discendenti della razza ariana. Nell'ottobre del 1938 seguirono le Leggi razziali fasciste approvate nel Regno d'Italia, che spogliarono gli ebrei della cittadinanza italiana e delle cariche governative e professionali. Lo scopo di queste misure fu di realizzare l'arianizzazione della società italiana escludendo gli ebrei dai vari settori dell'economia, dell'istruzione e della vita sociale, costringendoli così ad emigrare.

### Romania
In Romania, il processo di arianizzazione fu incoraggiato dagli incentivi fiscali, oltre che da una vera e propria confisca. I più intransigenti si lamentarono del fatto che alcuni ebrei furono in grado di eludere i regolamenti trasferendo le loro attività a dei proprietari rumeni fittizi. Sebbene l'arianizzazione sia stata in una certa misura ispirata dalle politiche simili attuate in Germania, le autorità rumene presero delle decisioni chiave per quanto riguarda l'attuazione dell'arianizzazione.

### Slovacchia
L'arianizzazione fu attuata anche nello Stato slovacco. Nel 1940 esistevano circa 12300 attività commerciali ebraiche. Nel 1942, 10000 furono liquidate e le restanti "arianizzate" mediante trasferimento a proprietari non ebrei.

## Nella cultura di massa
- Il film cecoslovacco vincitore dell'Oscar del 1965 Il negozio al corso (in inglese:The Shop on Main Street) affrontava l'arianizzazione in Slovacchia.